# Овийр, Лийза
Лийза Овийр (Liisa Oviir) — эстонский политический деятель, министр предпринимательства (2015—2016).
Родилась 1 марта 1977 года в Таллине. Отец — юрист, гражданский служащий Михель Овиир (бывший председатель Счётной палаты Эстонии), мать — политик Сиири Овиир, с 2004 по 2014 год депутат Европарламента.
Окончила юридический факультет Тартуского университета (2000).
В 1997—1998 гг. референт эстонского посольства в Лондоне. В 1998-2008 гг. юрист судоходной компании Tallink. В 2008—2015 гг. юрист концерна Eesti Energia.
Член социал-демократической партии Эстонии с 2014 года. С 14 сентября 2015 по 23 ноября 20166 года министр предпринимательства во втором кабинете Таави Рыйваса. Подвергалась критике за многочисленные зарубежные поездки на деньги налогоплательщиков.
С 24 ноября 2016 по 23 августа 2018 года член XIII Рийгикогу, заместитель председателя фракции Социал-демократической партии, член комитета по иностранным делам и комитета по делам Европейского Союза.
С сентября 2018 года глава Комиссии по надзору за финансированием партий (ERJK).
Семейное положение: с 2010 года в разводе, двое сыновей.